# Rosemonde Sanson
Pour les articles homonymes, voir Sanson.
Rosemonde Sanson est une historienne française du politique, née le 13 juin 1937 à Mantes-la-Jolie, décédée le 5 mai 2024 à Férolles-Attilly, spécialiste de l’idée de « centre » en politique et de l’Alliance démocratique.
Elle est maître de conférences honoraire à l’université Paris-1 Panthéon-Sorbonne, ainsi que membre du Centre de recherche en histoire du XIXe siècle et du conseil d’administration du Comité d'histoire parlementaire et politique.

## Formation et travaux
Agrégée d’histoire-géographie (1963), Rosemonde Sanson a soutenu une thèse de 3e cycle à Paris 4 en histoire, en 1971, portant sur « La célébration de la Fête nationale sous la Troisième République (1880-1914) », sous la direction de Louis Girard.
Elle fut la première[réf. souhaitée] en France à traiter des 14 juillet postérieurs de la période révolutionnaire. Elle constate une grande répétitivité formelle de cette fête et souligne « l’enthousiasme » du peuple devant les défilés des troupes (militaires à Paris ou de simples pompiers en Province). En s’interrogeant sur le sens concret de ce sentiment, elle l’attribue davantage à l’ardeur patriotique et à la liturgie qu’au simple fait d’assister à un « spectacle ».
Rosemonde Sanson a ensuite consacré sa thèse de doctorat d’État, soutenue en 2000 sous la direction de Jean-Marie Mayeur, résultat d’une vingtaine d’années de travail, à la notion de « centre » sur l’échiquier politique à travers le prisme de l’Alliance démocratique ou du Parti radical-socialiste. Elle y étudie les origines de l’Alliance démocratique, parti centriste et laïque, né lors de la scission au sein des progressistes à la suite de l’affaire Dreyfus, et s’intéresse surtout aux élites du parti et à l’évolution de sa ligne politique. Au-delà du cas de l’Alliance démocratique, elle prend part dans le débat historiographique sur la notion de centrisme dans la vie politique française.

## Publications

### Ouvrages
- Les 14 juillet, fête et conscience nationale (1789-1975), Flammarion, Paris, 220 p., 1976
- L’Alliance républicaine et démocratique. Une formation de centre (1901–1920) [remaniement de sa thèse de doctorat d’État à l’université Paris-IV en 2000], Presses universitaires de Rennes, collection « Carnot », Rennes, 562 p., 2003  (ISBN 2868478255)

### Articles et contributions
- Contributions à des ouvrages collectifs :
- " L'Alliance démocratique ", dans La France et les Français en 1938-1939, , sous la dir. de R. Rémond et J. Bourdin, Paris, FNSP, 1978, p. 327-340.
- " Le pouvoir local en banlieue : le canton de Villejuif ", dans Les maires en France du Consulat à nos jours, sous la dir. de M. Agulhon, L. Girard, Paris, Publications de la Sorbonne, 1986.
- " Louis Barthou, leader de l'Alliance Républicaine démocratique ", dans M. Pagy, Louis Barthou, un homme, une époque, Pau, J&D éditions, 1986.
- " La République des républicains ", dans Il était une fois la France : vingt siècles d'histoire, sous la dir. de Claude Gauvard, Paris, Sélection du "Reader's digest, 1987, p 370.
- " Adolphe Carnot et l'Alliance républicaine démocratique ", dans Une Lignée républicaine, les Carnot sous la IIIe République : actes du colloque de Limoges, novembre 1987, sous la dir. de G. Le Beguec, P. Plas, J. El-Gammal, B. Lachaise, et al., Paris, Buffière & Souny, 1989, p. 85-109.
- " Les bonapartistes et le souvenir révolutionnaire (1870-1914) ", dans Alain Corbin, Le XIXe siècle et la Révolution française, Paris, Créaphis, 1992.
- " Les fêtes de Jeanne d'Arc à Reims sous la IIIe République, dans Fêtes et politique en Champagne à travers les siècles, sous la dir. de S. Guilbert, PUN, 1992.
- " Le 15 août : Fête nationale du Second Empire ", dans Les usages politiques des fêtes au XIXe – XXe siècles, sous la dir. de A. Corbin, N. Gérôme et al. Paris, Publications de la Sorbonne, 1994, p. 117-137.
- "Présentation de l'Alliance républicaine démocratique, 1901-1938", dans Dictionnaire historique de la vie politique française au XXe siècle, sous la dir. de J-F. Sirinelli, Paris, Puf, 1995, p. 48-56.
- " L. Barthou, P. E Flandrin ; A. Lebrun, G. Leygues" , dans Dictionnaire historique de la vie politique française au XXe siècle, sous la dir. de J-F. Sirinelli, Paris, Puf, 1995, pp. 88-90, 391-393, 575-577, 585.
- "Groupes et tendances face aux grands scrutins", dans Les immortels du Sénat, 1875-1918, sous la sir. De J-M. Mayeur et A. Corbin, Paris, Publications de la Sorbonne, 1995, p. 130-161.
- " E . Adam, JJ. Clamageran, Ch. Diez-Monnin, Ch. Frédault, Ed. Laboulaye, Ed. Pressense, P. Tirard", dans Les immortels du Sénat, 1875-1918, sous la sir. De J-M. Mayeur et A. Corbin, Paris, Publications de la Sorbonne, 1995.
- " Quatorze juillet ", dans J-F. Sirinelli et D. Couty, La France et les Français, Paris, Bordas, 1999.
- " L'Alliance républicaine démocratique et les militaires " dans Militaires en République (1870-1962),  sous la dir. d'O. Forcade, E. Duhamel et P. Vial, Paris, Publications de la Sorbonne, 1999.
- "L'Alliance républicaine démocratique: une reformulation du Centre-Gauche ? " in Fr. Roth (dir.), Les Modérés dans la vie politique française, 1870-1965, PUN, 2000.
- Corédaction avec A.-M. Sohn de biographies parlementaires in Jean-Pierre Chaline et Anne-Marie Sohn (dir.), Dictionnaire des parlementaires de Haute-Normandie 1871-1940, PUR, 2000.
- " Les représentants de la Seine à l'Assemblée nationale " in J.-M. Mayeur (dir.), Les parlementaires de la Seine sous la Troisième République, I - Études, Publications de la Sorbonne, 2001.
- " L'Alliance républicaine démocratique : Association et/ou parti ? " in Cl. Andrieu, G. Le Béguec, D. Tartakowsky (dir.), Association et champ politique, Publications de la Sorbonne, 2001.
- " Les relations entre l'Alliance démocratique et le parti radical pendant l'entre-deux guerres ou l'existence d'un centre " in H. Möller und M. Kittel, Démokratie in Deutschland und Frankreich 1918-1933/40, Oldenbourg Verlag, Munchen, 2002.
- " Les parlementaires vus par eux-mêmes ", in J.M. MAYEUR, J.P. CHALINE et A. CORBIN (dir.) : Les Parlementaires de la Troisième République, Publications de la Sorbonne, 2003.
- " Le centrisme dans l'Alliance démocratique " in Sylvie Guillaume (dir) : Le centrisme en France aux XIXe et XXe siècles, Pessac, Maison des sciences de l'homme d'Aquitaine, 2005.
- Plusieurs biographies ou présentations de formations politiques, in Andrieu Claire, Braud Philippe, Piketty Guillaume, Dictionnaire De Gaulle, Paris, R. Laffont, 2006.
- " Quatorze Juillet ", in Sirinelli Jean-François Dictionnaire de l'histoire de France, Paris, Larousse, 2006.
- " De la cité des notables à la ville : Meaux et ses conseillers municipaux au XIXe siècle ", in Brunet Jean-Paul Les conseillers municipaux des villes de France au XXe siècle, Pessac, Presses universitaires de Bordeaux, 2007.
- " René Coty et Charles de Gaulle : une rencontre bienvenue " in Rumelle Odile et Maus Didier, Normandie constitutionnelle : un berceau des droits civiques ?
- " Les étudiants d'Action Française avant 1914 ", in Leymarie Michel et Prévotat Jacques, L'Action Française, culture, société, politique, Marcq-en-Barœul, Septentrion, 2008.
- " Le Paysan de France : un journal révisionniste, un vivier de dreyfusards ", in Terres promises. Mélanges offerts à André Kaspi, Paris, PUS, 2008.
- " L'après Vichy de Raphaël Alibert ", in Cotillon Jérôme, Raphaël Alibert, juriste engagé et homme d'influence à Vichy, Paris, Economica, 2009.
- "La presse féminine" in Dominique Kalifa, Philippe Régnier, Marie- Eve Thérenty et Alain Vaillant (s.d.), La civilisation du journal. Histoire culturelle et littéraire de la presse française au XIXe . siècle, Nouveau monde, 2011.
- "L ' Alliance démocratique à la croisée d 'aspirations centristes (1926-1929 )" in Bernard Lachaise, Gilles Richard et Jean Garrigues, Les territoires du politique. Hommage à Sylvie Guillaume, PUR, 2012 .
- Un " président professionnel ", Raoul Péret. (12 février 1920 - 31 mai 1924 ; 22 juillet 1926 - 10 janvier 1927) in Les Présidents de l ' Assemblée nationale de 1789 à nos jours ,Paris, Classiques Garnier, 2015, (s. d. de Jean Garrigues).
- "Maurice Agulhon, chef d'enquête et directeur du Centre du XIXe siècle, in Christophe Charle (dir.), Maurice Agulhon, aux carrefours de l'histoire vagabonde, Paris, Publications de la Sorbonne, 2017.
- "Centre. Du centrisme", sous la direction de Nicolas Delalande, Béatrice Joyeux-Prunel, Pierre Singaravélou, Marie-Bénédicte Vincent , Dictionnaire historique de la comparaison, Paris, Éditions de la Sorbonne, 2020.
- Articles :
- "La fête de Jeanne d'Arc en 1894. Controverses et célébrations", dans la RHMC, juiL/sept, 1973, p. 444-453.
- "La gauche et le 14 juillet. Aspects généraux et exemples champenois", dans Études champenoises, 1978, p. 35-43.
- "La perception de la puissance par l'alliance démocratique", RHMC, Oct. Déc, 1984, p. 558-566.
- "Une recherche d'archives pour l'étude de l'Alliance républicaine démocratique", dans Archives des partis politiques, La gazette des Archives, 1990, p. 39-47.
- "Centre et gauche (1901-1914). L'Alliance républicaine démocratique et le parti radical socialiste", dans la RHMC, 1992, p. 495-513.
- "(Re)penser le XIXe siècle", sous la dir. d'A. Corbin, M. Riot-Sarcey et R. Sanson, Revue d'Histoire du XIXe siècle, n°13/1996, 150 p.
- "A propos des enseignements et des orientations des recherches des dix-neuvièmistes, Revue d'Histoire du XIXe siècle, n°13/1996, p. 7-111.
- " Les jeunesses de l'Alliance démocratique (1919-1939) " in Recherches contemporaines, Université Paris X, n° 6, 2001, pp. 177-189.
- " L'Alliance démocratique et la recomposition des droites dans les années Trente " in Annales de Bretagne et des pays de l'Ouest, PUR, n° 3, 2002, pp. 95-109.
- "L'alliance (républicaine) démocratique dans le Nord et le Pas-de-Calais, du tournant du siècle à 1940", in Revue du Nord, 2007/2, 370.
- " L'entourage de Raymond Poincaré, président de la République (février 1913 - février 1920) ", in Histoire@Politique, Politique, culture, société, n°8, mai-Août 2009.